# Jurij Zarudin
Jurij Fiodorowicz Zarudin, właśc. Zanudin (ros. Юрий Фёдорович Зарудин (Занудин), ur. 15 maja 1923 we wsi Borodulicha (obecnie w obwodzie północnokazachstańskim), zm. 21 maja 2020) – Rosjanin, radziecki dowódca wojskowy, generał pułkownik, Bohater Związku Radzieckiego (1945).

## Życiorys
Do 1940 skończył 8 klas szkoły radzieckiej, w Armii Czerwonej służył od VII 1941. Skończył wojskową szkołę piechoty w Groznym, od XII 1941 żołnierz 58 Dywizji, od II 1942 na frontach II wojny światowej. Brał udział w moskiewskiej ofensywie w kierunku na Tuły, 22 kwietnia 1942 został ranny i odesłany do szpitala w Moskwie, po wyleczeniu walczył na Białorusi. VI-VIII 1944 jako starszy porucznik uczestniczył w Operacji Bagration, w której był dwa razy ranny. Za walki na Białorusi był dwukrotnie przedstawiany do uhonorowania tytułem Bohatera ZSRR; wyróżnił się 23 czerwca 1944 podczas przełamywania obrony nieprzyjaciela, niszcząc około plutonu niemieckich żołnierzy piechoty i odpierając wraz z kompanią piechoty kontratak niemieckiego czołgu, oraz 24 czerwca 1944, gdy kompania pod jego dowództwem rozgromiła garnizon przeciwnika we wsi Żewań (obecnie w rejonie miasta Gorki w obwodzie mohylewskim) i natychmiast sforsowała rzekę Basia, zajęła pierwsze okopy wroga, po czym przez 14 godzin bez przerwy odpierała kontrataki niemieckich czołgów i piechoty. Następnie jako jeden z pierwszych oddziałów sforsowała Dniepr i zajęła okopy wroga. Dekretem Prezydium Rady Najwyższej ZSRR z 24 marca 1945 „za wzorowe wykonywanie zadań bojowych zadań dowodzenia na froncie walki z niemiecko-faszystowskim najeźdźcą i przejawianie przy tym męstwa i bohaterstwa”, otrzymał tytuł Bohatera Związku Radzieckiego. Szlak bojowy zakończył pod Berlinem. W 1953 ukończył studia w Wojskowej Akademii Wojsk Pancernych i Zmechanizowanych, 1962 Wojskową Akademię Sztabu Generalnego, a 1970 i 1979 wyższe kursy przy tej akademii. Przez 4 lata dowodził pułkiem w Karpackim Okręgu Wojskowym, w 1956 brał udział w tłumieniu powstania na Węgrzech, w latach 1962-1973 w Dalekowschodnim Okręgu Wojskowym dowodził dywizją, korpusem i armią. W latach 1973–1978 I zastępca dowódcy Leningradzkiego Okręgu Wojskowego, 14 lutego 1978 mianowany generałem pułkownikiem. Od lutego 1978 do listopada 1984 dowódca Północnej Grupy Wojsk stacjonującej w PRL. Od IX 1984 do XI 1985 I zastępca głównodowodzącego wojskami Południowego Kierunku (w Baku). Od listopada 1985 do grudnia 1985 główny doradca wojskowy ZSRR w Wietnamie, następnie na emeryturze. Deputowany do Rady Najwyższej ZSRR 10 i 11 kadencji (1979-1989).

## Odznaczenia
- Złota Gwiazda Bohatera ZSRR (24 III 1945)
- Order Lenina (dwukrotnie – 24 III 1945 i 18 II 1981)
- Order Rewolucji Październikowej (3 III 1987)
- Order Czerwonego Sztandaru (trzykrotnie – 29 lipca 1943, 2 października 1944 i 16 grudnia 1972)
- Order Suworowa III klasy (18 grudnia 1956)
- Order Wojny Ojczyźnianej I klasy (11 marca 1985)
- Order Wojny Ojczyźnianej II klasy (14 lutego 1945)
- Order Czerwonej Gwiazdy (dwukrotnie – 30 grudnia 1956 i 21 lutego 1967)
- Order „Za służbę Ojczyźnie w Siłach Zbrojnych ZSRR” III klasy (30 kwietnia 1975)
- Medal Żukowa
- Medal „Za zasługi bojowe”
- Medal 100-lecia urodzin Lenina
- Medal „Za wyróżnienie w ochronie granic państwowych ZSRR” (dwukrotnie)
- Medal „Za zwycięstwo nad Niemcami w Wielkiej Wojnie Ojczyźnianej 1941–1945”
- Medal jubileuszowy „Dwudziestolecia zwycięstwa w Wielkiej Wojnie Ojczyźnianej 1941–1945”
- Medal jubileuszowy „Trzydziestolecia zwycięstwa w Wielkiej Wojnie Ojczyźnianej 1941–1945”
- Medal jubileuszowy „Czterdziestolecia zwycięstwa w Wielkiej Wojnie Ojczyźnianej 1941–1945”
- Medal jubileuszowy „50-lecia zwycięstwa w Wielkiej Wojnie Ojczyźnianej 1941–1945”
- Medal jubileuszowy „60-lecia zwycięstwa w Wielkiej Wojnie Ojczyźnianej 1941–1945”
- Medal jubileuszowy „65-lecia zwycięstwa w Wielkiej Wojnie Ojczyźnianej 1941–1945”
- Medal 850-lecia Moskwy
- Medal „Za zdobycie Królewca”
- Medal „Za wyzwolenie Warszawy”
- Medal „Weteran Sił Zbrojnych ZSRR”
- Medal „Za umacnianie braterstwa broni”
- Medal jubileuszowy „30 lat Armii Radzieckiej i Floty”
- Medal jubileuszowy „40 lat Sił Zbrojnych ZSRR”
- Medal jubileuszowy „50 lat Sił Zbrojnych ZSRR”
- Medal jubileuszowy „60 lat Sił Zbrojnych ZSRR”
- Medal jubileuszowy „70 lat Sił Zbrojnych ZSRR”
- Medal „Za nienaganną służbę” I klasy